# 碧川かた
碧川 かた（みどりかわ かた、明治2年10月10日（1869年11月13日） - 昭和37年（1962年）1月14日）は日本の看護婦、婦人運動家。二番目の夫はジャーナリストの碧川企救男。詩人三木露風、映画カメラマン碧川道夫は実子。露風は童謡「赤とんぼ」を作り、かたの碑文に「赤とんぼの母」と書いた。

## 経歴
鳥取藩士（城代家老）和田邦之助の娘として生まれた。播州龍野藩奉行三木家の息子節次郎との間に二児をもうけるが離婚する。
東京帝大の看護婦の草分けとなる。碧川企救男と知り合い、東大在職七年の後明治36年（1903年）に北海道小樽で再婚した。
熱心なクリスチャンで、昭和37年（1962年）には婦人参政権獲得運動を志し、議会運動に立って、昭和37年（1962年）1月14日92歳で他界した。

## 碧川かた関連年表
- 1863年　因幡20士事件。本圀寺の家臣が暗殺さる。鳥取藩家老・和田那之助信旦（のぶゆき）が元凶とみられ、激怒した藩主は足蹴にした。切腹を願いでるが、阻止され、登城禁止。東郷町松原（現：湯梨浜町）に蟄居。[4]
- 1872年10月10日　（1869年 、1870年の説もある）[2]。碧川かた出生。父和田那之助、母みねの二女。元重臣の堀正・千代の養女となる。
- 1874年　養父堀正、清国台湾へ出征。台湾出兵
- 1877年　3月に養父堀正政府軍として西南戦争に参加。4月27日、碧川企救男、福岡県企救郡小倉で誕生。父真澄、母みねの次男。
- 1878年　堀正、典獄として高知へ。
- 1887年　堀正、長崎転勤でかたは円覚寺住職の養女となり、花嫁修業に励む。
- 1888年　かた、三木節次郎と結婚。龍野町上霞城に住む。義父制は翌年龍野町長。
- 1889年　長男操（露風）6月23日に生まれる。
- 1892年　次男勉　5月22日に生まれる。
- 1894年　企救男、東京専門学校（現在早稲田大学）に入学。
- 1895年　2月　不貞をはたらいた[5]夫三木節次郎と離婚。操と別れ、勉と鳥取へ帰る。自立を目指し東京大学病院付属看護養成所に入所。帰省中の碧川企救男が同行。
- 1896年　次男勉も三木家に引き取られる。キリスト教に入信。宣教師に英語を学ぶ。
- 1897年　看護婦養成所を卒業。東京大学内科の三浦謹之助の直属看護婦となり、ドイツ式のマッサージを学ぶ。
- 1897年　出張看護を依頼され、岩崎邸、古河邸、富貴楼に出入りする。
- 1899年　企救男、早稲田専門学校を卒業。北海道網走の集治監獄に勤務。
- 1901年　企救男「北海タイムス」に就職。
- 1902年　ドイツ留学生に推薦されるが、碧川企救夫と再婚し小樽市稲穂町に住む。碧川は反軍・反権力の立場でアイヌ問題、囚人虐待、足尾鉱毒などを論評す。
- 1903年　長男碧川道夫生まれる。
- 1904年  企救男「出征兵士を弔う」の旗をかかげ、街頭で非戦を訴える。
- 1905年　長女澄を出産。碧川本家の養女へ。
- 1906年　次女国枝生まれる。三木露風（三木操）は詩歌集「夏姫」を出版。
- 1907年　企救男、石川啄木と交流が始まる。
- 1908年　企救男、報知新聞主筆として上京。幸徳秋水、堺利彦、西川光次郎と旧交を温めるが要観察社会主義者となる。
- 1909年　三女芳子生まれる。露風は詩集「廃園」出版。
- 1910年　企救男「中央新聞」夕刊の社会部長へ。
- 1912年　四女清生まれる。
- 1913年　訪問介護で生活を支える。
- 1914年　企救男、「東京毎夕新聞」政治部長につき反軍記事を書き退職。
- 1915年　企救男、中央新聞に復職。
- 1918年 シベリア出兵で米価急謄。かたも「米よこせ運動」に参加。
- 1919年　企救男、ベルサイユ講和条約の取材と渡仏。
- 1920年　西川文子、高木ふよと「婦人社会問題研究会」を結成。竹早教会の断酒会会長として禁酒を訴える。企救男は中央新報ソウル支局長へ。
- 1921年　「東京婦人禁酒会」設立。会長につく。姦通罪の不当性を国会へ請願。
- 1922年　野良犬放置、少年の空気銃禁止を請願。企救男帰国。
- 1923年　西川文子らと「婦人参政権同盟」結成。街頭演説や国会請願を始める。
- 1924年　婦人参政権同盟の理事に再選。意見の違いで脱退し市川房枝らの婦人参政権獲得期成同盟会に参加。
- 1926年　道夫　京都の「日活大将軍」に入り、阿部豊監督　道夫撮影の「足にさはつた女」がキネマ旬報第一位。
- 1927年　鷲尾よし子らと「女権社」を結成。自宅に大看板を掲げ、激しい運動を展開。機関誌「女権」を発行。三女芳子が内田吐夢と結婚。
- 1928年　全日本婦人経済大会で市川房枝の国策同調の反対。
- 1929年　道夫は結核整形の「平圧開胸術」を撮影。内田監督は「生ける人形」を発表。
- 1930年　市川房枝らの第1回全日本婦選大会に出席。次女国枝、袖岡強と結婚。
- 1932年 　全国に特高課が設置され、碧川家は社会主義者、無政府主義者に記載される。
- 1934年　企救男死去。
- 1937年　全国婦選大会に出席。戦前の最後の大会であった。
- 1940年　道夫、映画技能審査の初代委員。「国策ニュース」カメラマン協会会長に。「映画学校」設立。
- 1942年　道夫、危険思想容疑で一時留置。映画撮影技術者養成所を開設。専任所長に就く。
- 1943年　道夫、ジャワ侵攻の町田文化部隊訓練に関与。
- 1944年　道夫、日映技術研究所長に就任。
- 1945年　3月10日の東京大空襲で被災。埼玉県入間郡に疎開。10月女性参政権付与。
- 1947年　小学5年生の音楽に露風の「赤とんぼ」が採用。
- 1953年　道夫が色彩開発した衣笠貞之助監督の「地獄門」を製作。1954年カンヌのグランプリ獲得。
- 1956年　売春禁止法成立して喜ぶ。
- 1961年　寝たきりとなる。末子の清は重度心身障害児施設の島田療育園の総婦長に就任。
- 1962年1月14日　永眠。

## 看護婦としての「かた」
1895年、離婚して自立のために文京区本郷にある帝国大学付属看護婦養成所に入所した。6期生で定員は40名。同級生は上級武士の娘などが多かった。当時の外科病棟は1等室が1人部屋で6床、2等室は4人部屋で16床、3等室は12人部屋で48床。教授陣はエルヴィン・フォン・ベルツ、ユリウス・スクリバなど充実し、解剖もあった。幼児を育てるのに苦労があった。在学中、海老名弾正により受洗した。2年後優秀な成績で卒業し、内科学の三浦謹之助の直接看護婦を勤めた。当時は富裕層の家庭へ訪問看護もあり、三浦教授から習ったドイツ式のマッサージが役に立った。北海道から東京に帰っても訪問看護があったが、料亭「富貴楼」、三菱の「岩崎邸」、古河邸、細川護立の細川侯爵邸などにもいった。1913年、1915年の記載に訪問看護で生活を支えるとある。

## 碧川かた家族・親族と家族関係図
- 平田篤胤 家族関係図によると、碧川家と関係がある。
- 碧川企救男
- 三木露風
- 碧川道夫
- 内田吐夢
- 碧川清　かたの末子で我が国最初の重症心身障害児施設・島田療育園の総婦長を勤めた。[5]
- 家族関係図